# 8.8 cm FlaK 18/36/37
8.8 cm FlaK 18/36/37は、第二次世界大戦前よりドイツ国防軍で使用され、同盟国にも輸出された、口径8.8 cmの高射砲である。
ドイツ語では 8,8 cm Flugabwehrkanone（アハト コンマ アハト ツェンティメーター フルーク・アプヴェーア・カノーネ、「8.8 cm対空砲」の意） と呼ばれる。口径からドイツ軍将兵は「Acht-Acht（ドイツ語で「8-8」の意味、カタカナ表記では「アハト・アハト」が一般的）」、連合軍将兵はeighty-eight（88）と通称した。

## 概要
FlaK 18/36/37は同一の基本設計で、本来の対空戦闘任務以外にも、対戦車戦闘や陣地攻撃にも威力を発揮した。また、これを搭載した自走砲も作られ、高射砲型を改造した強力な戦車砲も開発され、同じく活躍した。
対空砲として開発された8.8 cm砲だが、対戦車砲としても優れ、スペイン内戦での経験によって改めてドイツ軍はその対陸上戦闘能力を確認した。
1937年からは野砲や対戦車砲として地上目標への攻撃に使われることが多くなり、最終的には任務全体の93%にものぼったという。この経験により、対戦車戦闘向きな直接照準器や、タングステンを用いる硬芯徹甲弾（APCR）のPzGr.40が開発された。
8.8 cm高射砲を輸入または鹵獲使用していたスペイン、ポルトガル、ユーゴスラビア、アルゼンチンでは、戦後になってもしばらくの間使用が続けられていた。

## 開発

### 開発の経緯

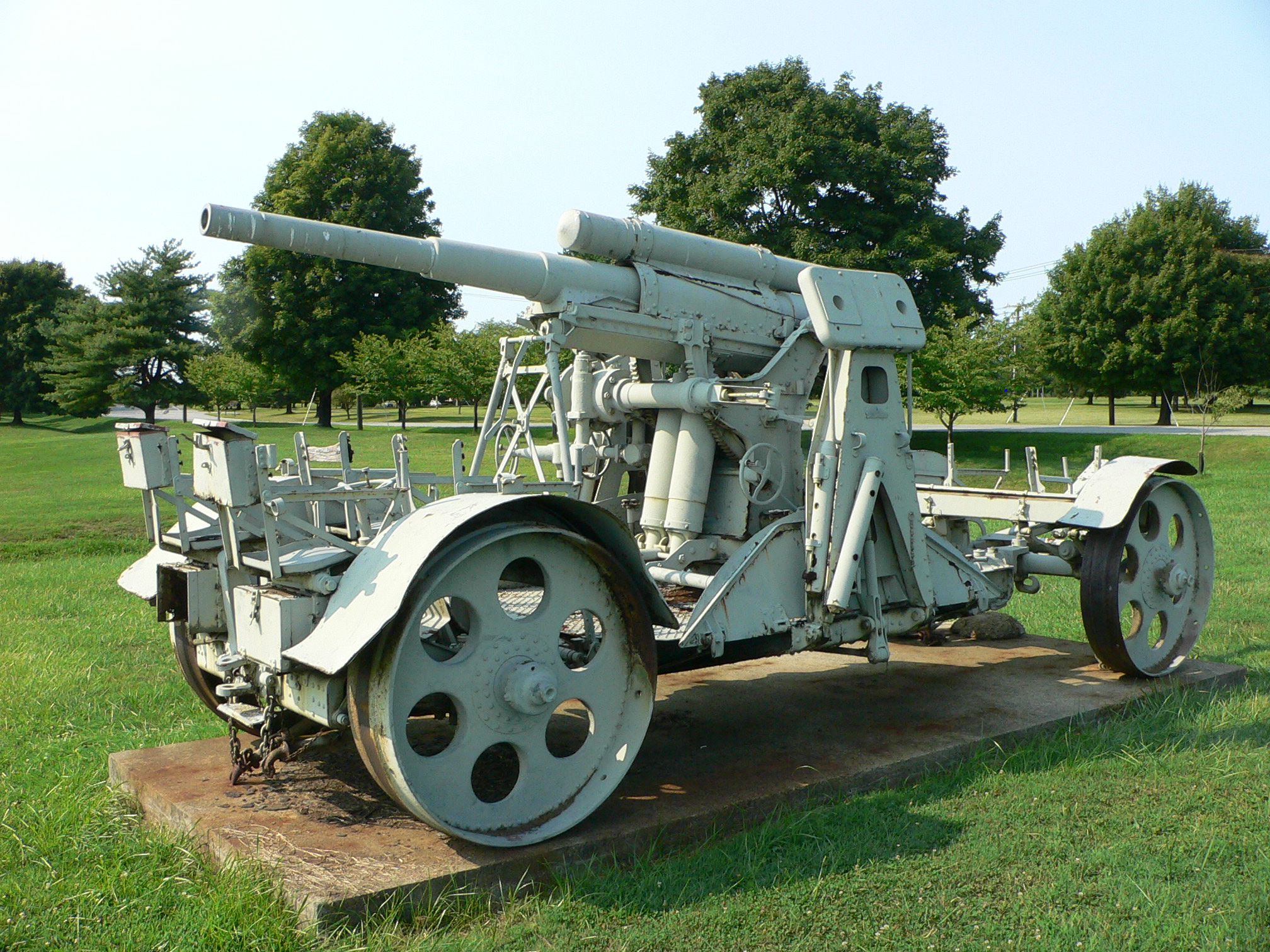
第一次大戦に登場した高射砲である
8.8 cm Kw FlaK。砲口初速は785 m/s（アメリカ陸軍兵器博物館）

第一次世界大戦以降、航空機の技術は大幅に進歩、以前よりもはるかに高高度を飛び、速度も向上していた。そのため各国では対空兵器も大幅な能力向上が求められるようになり、ドイツでも新型対空砲開発を進めることとなった。
帝政ドイツ軍でも、1917年にクルップ社およびエーアハルト（後のラインメタル）社開発の8.8 cm Kw FlaKを配備した。これは後世の高射砲のスタイルの原型となったもので、水平スライド式尾栓で自動排莢、全周旋回可能な十字型砲架を持ち、水平射撃も可能であった。
しかし、第一次大戦敗戦により、ヴェルサイユ条約の軍備制限条項によって、高射砲を含むほとんどの兵器の自国生産や新規開発を禁止された。このため、ドイツの兵器メーカー クルップ社の設計チームは、同社が株主になっていたスウェーデンの兵器メーカー ボフォース社と共同で、極秘に新型対空砲開発を行った。そして、このチームは1931年に本社に戻り、スウェーデンで製作した高射砲の発展型開発を提案した。

### 8.8 cm FlaK18、36、37 の登場

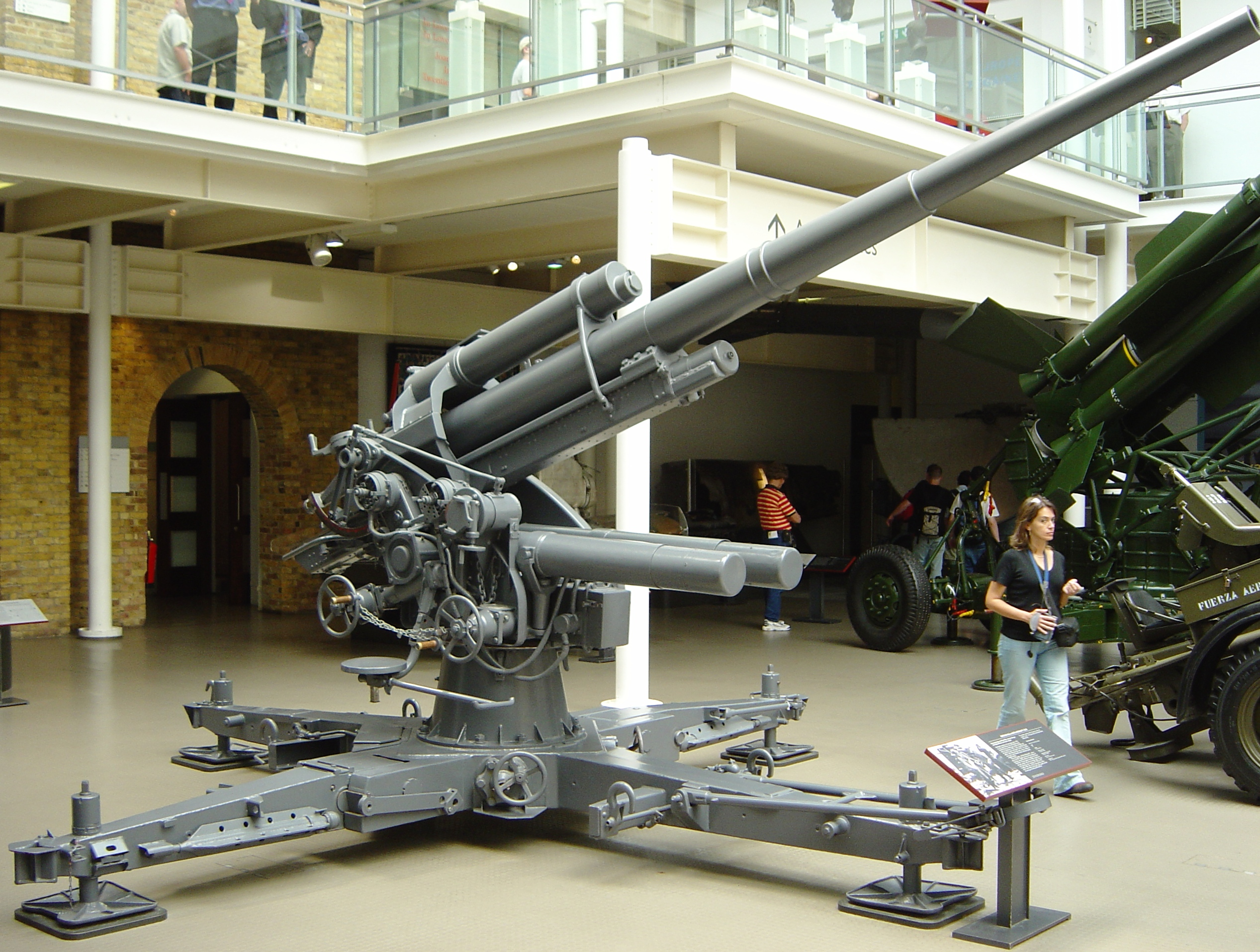
シリーズ最初の型である8.8 cm FlaK 18

当時ボフォース社で量産され、英国などに輸出された高射砲は、口径が7.5 cmであった。そこで、クルップ社設計チームはこれをベースに、ドイツ軍の標準口径である8.8 cmに拡大、より量産に適したものに改良することにした。
1928年には8.8 cm FlaK 18を開発、これは1分間に15-20発という優れた発射速度を発揮した（当時の標準的発射速度に比べれば倍である）。FlaK 18とは1918年に生産開始、もしくは部隊配備した高射砲を意味するが、ヴェルサイユ条約で新規開発と保有が禁じられていた兵器であったため、この砲は第一次世界大戦中に既に生産開始されていた、という欺瞞工作として命名された（これは高射砲に限ったことではない）。そして1935年の再軍備後のドイツ軍の制式高射砲として採用、空軍と陸軍に配備された。なお、ドイツでは、高射砲は元来空軍管轄の火砲であり、8.8 cm高射砲も陸軍より多く、生産数の3/4が配備された。後に陸軍高射砲部隊（Heeresflak）も数を増やし、大戦中期より機甲師団に編入されてもいる。歩兵師団の管轄下のものは少なく、独立重対戦車（戦車駆逐）中隊に配備され、対戦車砲という扱いで例外的に配備されたものであり、対空射撃に必要な指揮標定装置や時限信管付対空榴弾は持たず、本来の高射砲としての運用はできなかった。
続いてクルップ社は、FlaK 18のスペイン内戦での実戦経験をもとに改良した8.8 cm FlaK 36を開発した。主な特徴は、発射方向の切り替えを電源で行うことができ、砲身交換も簡単にできるよう改良された点である。また、砲車も改良され、砲の前後に関係なく取り付け可能となり、移動を迅速にした。ただし、コンクリート砲床などに固定設置された事例もあり、こちらは8.8 cm FlaK 36/2と称された。砲架生産が追い付かなかったために余剰が発生した8.8 cm FlaK 41の砲身に、アダプターを介してFlaK 36の砲架を取り付けた8.8 cm FlaK 36/41というバリエーションも存在した。

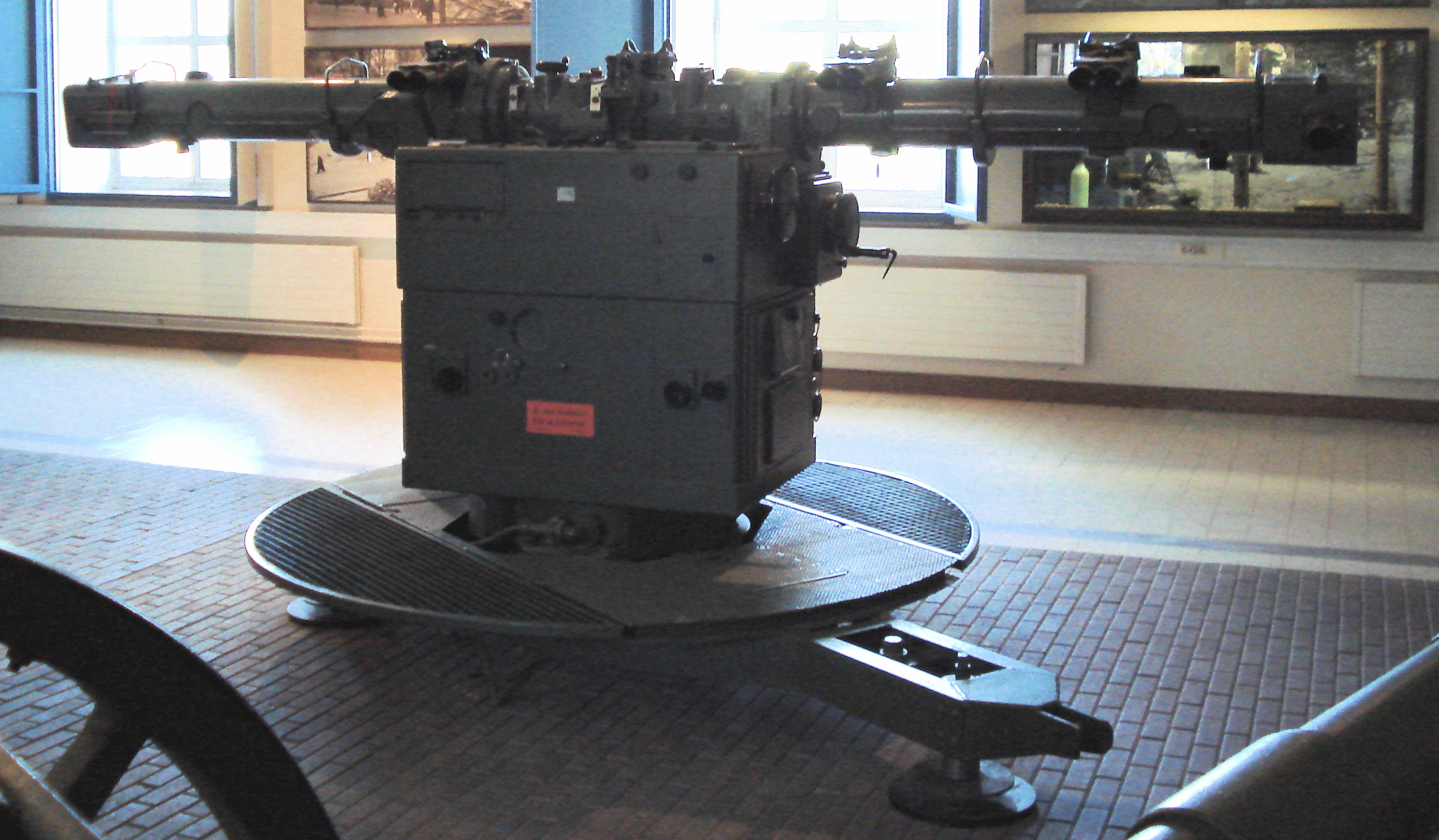
コマンドゲレート40型（Kod.Gr.40）

さらに派生型として、観測点から砲へ射撃諸元を送る、機械式アナログコンピュータ内蔵の射撃指揮装置「コマンドゲレート（Kommandogerät）」を加えた8.8 cm FlaK 37も開発され、主に多種目標を相手にする野戦用としてFlaK 36が、固定陣地での防空任務専用としてFlaK 37が配備された。
なお、8.8 cm Flak 18、36、37の砲身はそれぞれに互換性があり、古い砲架に新型砲身、あるいはその逆での使用例が確認できる。また、FlaK 41実用化までの暫定処置として、薬室を拡大して砲口制退器付きの新型砲身に換装した8.8 cm FlaK 37/41が登場したものの、完成した頃にはFlaK 41が量産に移行しており、製造数は試作品12門に留まった。
| 装甲貫徹力                                   | 装甲貫徹力 | 装甲貫徹力 | 装甲貫徹力 | 装甲貫徹力 | 装甲貫徹力 | 装甲貫徹力 | 装甲貫徹力 | 装甲貫徹力 | 装甲貫徹力 |
| 比較対象                                     | 砲弾       | 砲弾       | 砲弾       | 角度       | 射程       | 射程       | 射程       | 射程       | 射程       |
| -------------------------------------------- | ---------- | ---------- | ---------- | ---------- | ---------- | ---------- | ---------- | ---------- | ---------- |
| 略称                                         | 弾薬       | 重量       | 初速       | 弾着角     | 100 m      | 500 m      | 1,000 m    | 1,500 m    | 2,000 m    |
| 8.8 cm FlaK 18 8.8 cm FlaK 36 8.8 cm FlaK 37 | Pzgr       | 9.5 kg     | 810 m/s    | 60°        | 97 mm      | 93 mm      | 87 mm      | 80 mm      | 72 mm      |
| 8.8 cm FlaK 18 8.8 cm FlaK 36 8.8 cm FlaK 37 | Pzgr.39    | 10. 2 kg   | 800 m/s    | 60°        | 127 mm     | 117 mm     | 106 mm     | 97 mm      | 88 mm      |
| 8.8 cm FlaK 18 8.8 cm FlaK 36 8.8 cm FlaK 37 | Pzgr.40    | 7.5 kg     | 935 m/s    | 60°        | 165 mm     |            | 137 mm     | 123 mm     |            |
| 8.8 cm KwK 36                                | Pzgr.39    | 10.2 kg    | 773 m/s    | 60°        | 120 mm     | 110 mm     | 100 mm     | 91 mm      | 84 mm      |
| 8.8 cm KwK 36                                | Pzgr.40    | 7.3 kg     | 930 m/s    | 60°        | 171 mm     | 156 mm     | 138 mm     | 123 mm     | 110 mm     |

## 運用

### 第二次世界大戦における8.8 cm砲
長い射程と正確な照準で優秀な性能を有した8.8 cm砲は、第二次世界大戦開始以降、ヨーロッパにおける東西戦線および北アフリカ戦線で使用された。スペイン内戦での活躍と同様に、さまざまな任務に使用できる多用途砲として絶大な威力を発揮した。
1940年のフランス侵攻時、ドイツ陸軍はイギリス軍のマチルダII歩兵戦車やフランス軍のルノーB1といった重装甲の戦車に苦戦した。第7装甲師団(de)がアラスでこれら連合軍戦車の反撃をうけた際、師団長ロンメル将軍が8.8 cm FlaK 18で編成された空軍野戦高射砲部隊（一説には陸軍の10.5 cm野砲隊）に命じ、敵戦車を撃退している。
大戦初期における敵地上戦力との撃ち合いの結果、銃弾や砲弾の断片により砲員に死傷者が出ることが判明、専用の大型装甲防盾（厚さ正面10 mm、側面 6 mm）を追加することが命じられた。これは固定陣地に据えられ対空任務専門で使われる砲には見られないが、野戦で使われる8.8 cm高射砲では多くの場合装備されるようになった。
後に北アフリカ軍団は、1941年5月の英軍の「ブレヴィテイ作戦」を迎え撃ち、ハルファヤ峠をめぐる戦いでは8.8 cm Flak 18がマチルダII歩兵戦車を数十輌撃破している。これは、砂漠特有の陽炎のため、遠くで砲身だけを出して構えている敵砲が見えづらいのと同時に、当時のイギリス戦車の搭載砲が対戦車用の徹甲弾しか撃てず、軟目標に対して効果のある榴弾が撃てなかったのも原因だった。また、「バトルアクス作戦」においても、一個中隊の8.8 cm砲により90輌近い英軍戦車が失われ、以後も全戦域にわたって対戦車戦闘に大活躍している。1942年から陸軍による運用が本格化し、主に装甲師団や自動車化歩兵師団に属する「陸軍高射砲大隊（Heeres-Flakartillerie-Abteilung）」に配備された。
この他、空軍野戦高射砲部隊に対し陸軍や武装SSの将校が対戦車戦闘を要求し、結果、かなりの戦果を挙げて戦線崩壊の危機を救ったケースがいくつか記録されている。
1944年7月、フランスのカニーにおいて、陸軍第125機甲擲弾兵連隊長ハンス・フォン・ルック（en）少佐は、8.8 cm砲4門を率いるドイツ空軍の大尉に対し、拳銃で「死ぬか勲章をもらうかどっちかだ」と脅し、結果イギリス軍のシャーマン戦車4輌と装甲車輌14輌を撃破させている（その後、この部隊は味方の戦車部隊を敵軍と誤認し、ティーガー重戦車2両を誤射して撃破した）。
1945年5月のベルリン市街戦では、ベルリン動物園に設置された8.8 cm高射砲（ベルリン動物園の高射砲塔には12.8 cm連装高射砲が配備されていた）の正確な水平射撃がソビエト赤軍の進撃を妨げ、多数のT-34中戦車を撃破している。
独特な発射音から、連合軍は、eighty-eightと呼んで恐れ、ドイツ軍将兵はその音を聞くと「Acht-Acht（アハト・アハト）だ!」と沸いたという。
本来の「高射砲」としても威力絶大で、連合軍パイロットには4連装2 cm対空機関砲（2cm Flakvierling38）と共に恐怖の対象となった。
このように8.8 cm砲は非常に有用で大きな戦果を挙げたが、根本的には高射砲として設計されたもののため、対地用途に水平弾道で直接射撃を行う砲としては、水平状態での閉鎖機（砲弾装填部）が高い位置にあるために素早い装填にやや難があることや、移動には大型牽引車両を必要とすること、また運用に要する人員を多く必要とする、といった難点もあった。高射砲として大仰角を得るための背の高い砲架は、対戦車砲としてのみ考えた場合には目立つために発見されやすい、という指摘もなされた。これらの指摘は後述の発展型の開発に活かされている。

## 発展型
8.8 cm砲の高い装甲貫徹能力から、同砲をもとに車載用に改設計された、56口径8.8 cm KwK 36戦車砲を搭載したティーガーIが1942年に配備された。また、発展改良型としてより強力な砲弾（従来型とは互換性が無い）を用い、より長い砲身を持つ高射砲であるラインメタル社の8.8 cm FlaK 41や、姿勢の低い全周砲架を持つクルップ社の対戦車砲8.8 cm PaK 43が開発され、後者の車載型がエレファント重駆逐戦車やティーガーIIの主砲として搭載された。さらにPak 43の砲身に野砲のものを拡大改良した砲架、榴弾砲から流用された車輪と砲脚を持つラインメタル社の8.8 cm PaK 43/41（71口径 8.8 cm対戦車砲）も作られ、III/IV号対戦車自走砲ナースホルンに搭載されたものもあった。
これらの対戦車砲型は高射砲型よりコストパフォーマンスが高く、大戦末期の抵抗に貢献した。しかし、対戦車砲としては巨大で、牽引車輌が無いと移動できないため、撤退戦で放棄される物も多かった。これらを鹵獲したソ連軍と米軍では､8.8 cm対戦車砲を装備した部隊を編成して運用している。

## 戦後
2015年7月初旬にドイツ北部の民家からパンターと共に8.8 cm FlaK 18/36/37がドイツ連邦軍に押収されている。

## 登場作品
8.8 cm高射砲は「ナチス・ドイツ軍の用いた大砲」として有名であるため、第二次世界大戦を描いた作品にはよく登場するが、必ずしも実物が登場しているとは限らず、アメリカ製のM1 90mm高射砲やソビエト製の52-K 85mm高射砲が代役を務めている例も多い。

### 映画
『T-34 レジェンド・オブ・ウォー』
映画中盤以降、逃走した主人公らのT-34/85を撃破すべく逃走経路の幹線道路に布陣、射撃する場面が描かれる。

### 漫画・アニメ
『街道上の怪物』「8.8cm砲兵 アーノルド・ヒュープナー」小林源文
北アフリカ戦線におけるアルノルト・ヒュプナー（ドイツ空軍高射砲兵）と88ミリ砲の活躍を描写する。小林の他作品にも、88ミリ砲は多数登場する。
『HELLSING』
最終盤で、セラス・ヴィクトリアがミレニアム大隊の武器庫から奪い、特殊な防爆・防弾ガラスで覆われた少佐を攻撃する際に使用する。
『ストライクウィッチーズ』
Operation Victory Arrow Vol.1において対空戦闘を行うシーンがある。また、OPでゲルトルート、ミーナ、エーリカの3人の背後の高射砲塔に配置されている。
『劇場版 ストライクウィッチーズ』
冒頭でシャーロットとフランチェスカがローマ市上空で戦闘を行う際に、それまで発砲していたFlaK 36部隊が誤射を避けるため発砲を中止する。
『ブレイブウィッチーズ』
502JFWの所属基地であるペテルブルク基地に多数配備されているのが本編で確認できるほか、ED映像にも登場する。
『戦場まんがシリーズ』
「零距離射撃88」にて、部隊からはぐれた主人公らが、放棄されている砲を発見して敵戦車に向けて使用。
『夜桜四重奏 〜ヨザクラカルテット〜』
主要登場人物である言霊使いの五十音ことは(ドイツ・ミリタリーマニア)が言霊を用いて「ショートカット アハト アハト！」の呼び声と共にFlak36を呼び出し、運用する。

### ゲーム
『Enlisted』
マップにオブジェクトとして置かれている。
『R.U.S.E.』
ドイツ国防軍の対空・対戦車砲として登場。
『War Thunder』
一部マップにオブジェクトとして置いてある他、プレイヤーが操作可能な駆逐戦車（どちらかと言えば自走砲）として、Sd Kfz 9に本砲を載せた「8.8 cm FlaK 37 Sfl.」がある。
『World of Tanks』
一部マップにオブジェクトとして置いてある。プレイヤーが操作可能な駆逐戦車としてPz.Sfl.IVcがある。
『カンパニー・オブ・ヒーローズ』
　ドイツの対空・対戦車砲として登場。
『メダル・オブ・オナー』シリーズ
ドイツの対戦車砲として登場。「88ミリ砲」と呼ばれている。
『コール オブ デューティシリーズ』
『CoD』
ドイツ軍の対空砲として一部ステージに配置してあり、主人公も使用することが可能。
『CoD:UO』
『CoD』同様、ドイツ軍の対空砲として一部ステージに配置してある。主人公も使用可能。
『CoD:FH』
ドイツ軍の対空砲として登場する。
『CoD2』
『CoD』や『CoD:UO』同様、ドイツ軍の対空砲として一部ステージに配置してある。主人公も使用可能。
『CoD2:BRO』
ドイツ軍の対空砲として一部ステージに配置してある。主人公が本砲を使って敵のバンカーを破壊するミッションがある。
『CoD3』
ドイツ軍の対空砲として一部ステージに配置してある。主人公が本砲に爆薬を仕掛けて破壊するミッションがある。
『CoD:WaW』
ドイツ軍の対空砲として登場する。
『CoD:BO3』
ゾンビモードの一部マップに配置してある。
『スナイパーエリートV2』
ティーアガルデン高射砲塔に2連装のものが4門配置されており、連合軍の爆撃機を迎撃している。
『トータル・タンク・シミュレーター』
ドイツの対空砲Flakとして使用可能。
『パンツァーフロント』
無印や『Ausf.B』ではプレイヤーは操作できないが、『bis』ではコンストラクションモードにおいてプレイヤーの小隊を組むことができる。
『Easy Red2』
各マップのドイツ軍の領地に多数配置されておりプレイヤーやNPCが使用することができる。

### 小説
『GODZILLA プロジェクト・メカゴジラ』
「88ミリ対空砲」の名称で登場。2034年の怪獣ゴジラ上陸後に破壊され尽くした西ヨーロッパの残存兵らが、どこからか持ち出したものを装備している。
『オールド・テロリスト』
テロリストの使用武器として「中国大陸より終戦時の混乱に紛れて国民党軍が装備していたものが日本に持ち帰られて密かに保管されていた」という設定で、FlaK 18と思しき「88ミリ対戦車砲」が登場する。